# Sant'Eufemia (Mantegna)
Sant'Eufemia è un dipinto, tempera a colla su tela (171x78 cm), di Andrea Mantegna, firmato e datato 1454 e conservato nel Museo nazionale di Capodimonte a Napoli.

## Descrizione e stile
La più antica notizia esistente sul dipinto è la sua appartenenza alla collezione del cardinale Stefano Borgia all'inizio dell'Ottocento.
La santa a grandezza naturale è posta entro un arco monumentale sul quale si trova scritto il suo nome a lettere dorate e sono appese ghirlande di frutta e foglie di derivazione squarcionesca. Essa è colta in un'espressione di grande semplicità, con i tratti del volto rischiarati della luce che ne restituiscono la bellezza terrena. Eufemia è corredata dei simboli del martirio: la palma in mano, il coltello nel petto, il leone che morde la mano destra.
L'impostazione è simile all'Assunzione della Vergine della cappella Ovetari, con la visione scorciata dal basso e il saldo rigore prospettico della cornice architettonica.
Su un cartiglio alla base si trova la firma dell'artista: OPVS ANDREAE MANTEGNAE / MCCCCLIIII.